# Inspector (rang policial)
Inspector és un grau utilitzat en molts cossos policials per anomenar els oficials que comanden un grup d'agents i sotsoficials.

## Mossos d'Esquadra

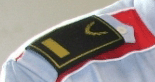
Manegot amb la divisa d'inspector dels Mossos

L'Inspector és l'únic rang que hi ha a l'escala executiva del cos dels Mossos d'Esquadra, la policia de la Generalitat de Catalunya. L'inspector és superior al sotsinspector i subordinat a l'intendent. L'ascens a inspector es fa mitjançant oposicions.

## Cos Nacional de Policia
Al Cos Nacional de Policia d'Espanya és un funcionari de l'escala executiva, per damunt del sotsinspector i per sota de l'Inspector en cap. A les policies locals, segons la normativa de cada Comunitat Autònoma són graus no sempre equivalents. Al Regne Unit, és el grau immediatament superior al de sergent i per sota d'Inspector en cap.